# Castello di Ivrea
Il Castello di Ivrea (in piemontese Castel d'Ivrèja), anche noto come il Castello Sabaudo di Ivrea, il Castello del Conte Verde o il Castello dalle Rosse Torri, è un castello medievale situato nella città di Ivrea in Piemonte.

## Storia
Concepito soprattutto con funzione difensiva, la costruzione iniziò nel 1358 per volere di Amedeo VI di Savoia, detto il Conte Verde, con incarico affidato all'architetto Ambrogio Cognon e si concluse tra il 1393 e 1395 impegnando una grande quantità di manodopera: si ritiene che in certe giornate vi lavorassero più di mille persone (si consideri che a quei tempi Ivrea aveva circa 3 500 abitanti) con maestranze qualificate provenienti da Vercelli, Milano e Ginevra. Con la scelta del sito Amedeo VI volle che il castello si ergesse a fianco delle sedi principali del potere politico e religioso medioevale: il Palazzo Vescovile ed il Palazzo della Credenza (sede del Comune). Per far posto al nuovo edificio fu necessario abbattere diverse case e le mura della città verso nord.
Cessate le tensioni belliche che ne avevano determinato la costruzione, nella seconda metà del XV secolo il castello funse soprattutto da raffinata dimora dei Savoia, assistendo allo sviluppo della cultura e delle arti che fu promosso in particolare dalla duchessa Jolanda di Valois, figlia di Carlo VII re di Francia e di Maria d'Angiò. Uno scritto del 1522 redatto in occasione della celebrazione di un battesimo, ci informa sugli arredi delle sale, gli addobbi, i balli e le feste che animavano la vita di corte. Conosciamo anche il nome di un pittore francese tardogotico, Nicolas Robert, che affrescò nel castello l'oratorio di Iolanda di Valois (a dispetto delle testimonianze scritte, delle sue opere non è rimasta traccia). Del gusto cortese di tale periodo rimane traccia in una elegante bifora ad archi trilobati sormontata da stemmi della casa Savoia che si apre in alto sulla parete sud.
Tra il XVI e il XVII secolo, con l'infuriare nel territorio canavesano delle lotte tra francesi e spagnoli, il castello fu ristrutturato e riprese la sua funzione di presidio militare. Nel 1676 un fulmine provocò l'esplosione del deposito di munizioni collocato nella torre di nord-ovest (la torre mastra), esplosione che causò, assieme al crollo della torre, innumerevoli morti e la distruzione di molteplici case edificate a ridosso del castello. La torre non venne ricostruita, ed oggi si presenta mozza, con una copertura conica in lastre di ardesia.
Dal 1700 l'edificio venne adibito a carcere mantenendo poi tale funzione fino al 1970. In questo periodo intervennero significative ristrutturazioni legate ad esigenze carcerarie: così  probabilmente la originaria struttura a tre piani fu modificata in quattro, ricavando un maggior numero di vani di minore altezza. Dopo il 1970, il castello rimase abbandonato e chiuso al pubblico per nove anni. Successivi restauri comportarono la eliminazione di corpi di fabbrica che erano stati aggiunti nel cortile, la revisione di tutte le coperture ed il restauro delle torri merlate.
Il castello è oggi in di proprietà del Comune di Ivrea, il quale, negli ultimi anni, ha intensificato l'attività di restauro per riaprirlo al pubblico. I lavori, iniziati nel gennaio 2023, hanno portato alla sua riapertura nel luglio 2024.

## Descrizione
Il castello sorge nella città alta di Ivrea, in posizione strategica dalla quale è possibile dominare la strada che conduce in Valle d'Aosta. Il castello fu concepito come costruzione massiccia a pianta quadrangolare, con torri cilindriche che si innalzano direttamente dal terreno; i locali e le stanze del castello si sviluppano su tre maniche, alte verosimilmente tre piani, che si affacciano sul cortile interno. L'accesso avviene attraverso un'antiporta e un successivo ponte levatoio sospeso sopra un fossato. Lungo il perimetro delle mura con merlatura a coda di rondine corre il camminamento di ronda, sorretto da  beccatelli aventi scopo difensivo. Nel cortile si notano ancora il pozzo e la ghiacciaia (diametro di 6 metri e profondità di 4 metri).

## Il castello nella cultura di massa
Nel 1980, le Poste Italiane dedicarono al castello un francobollo da 700 lire, facente parte della Serie castelli d’Italia.

## Galleria d'immagini

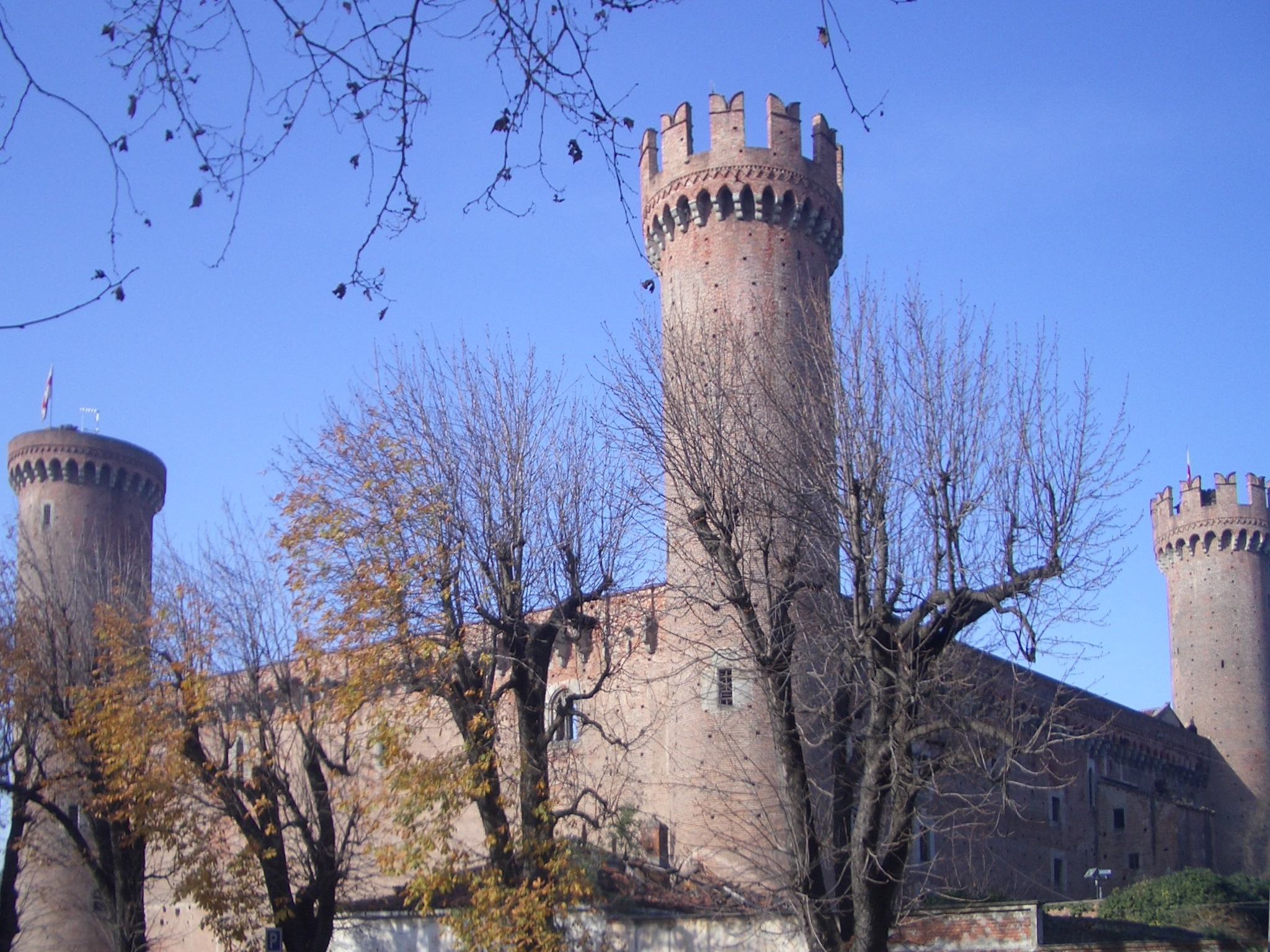
Veduta del castello
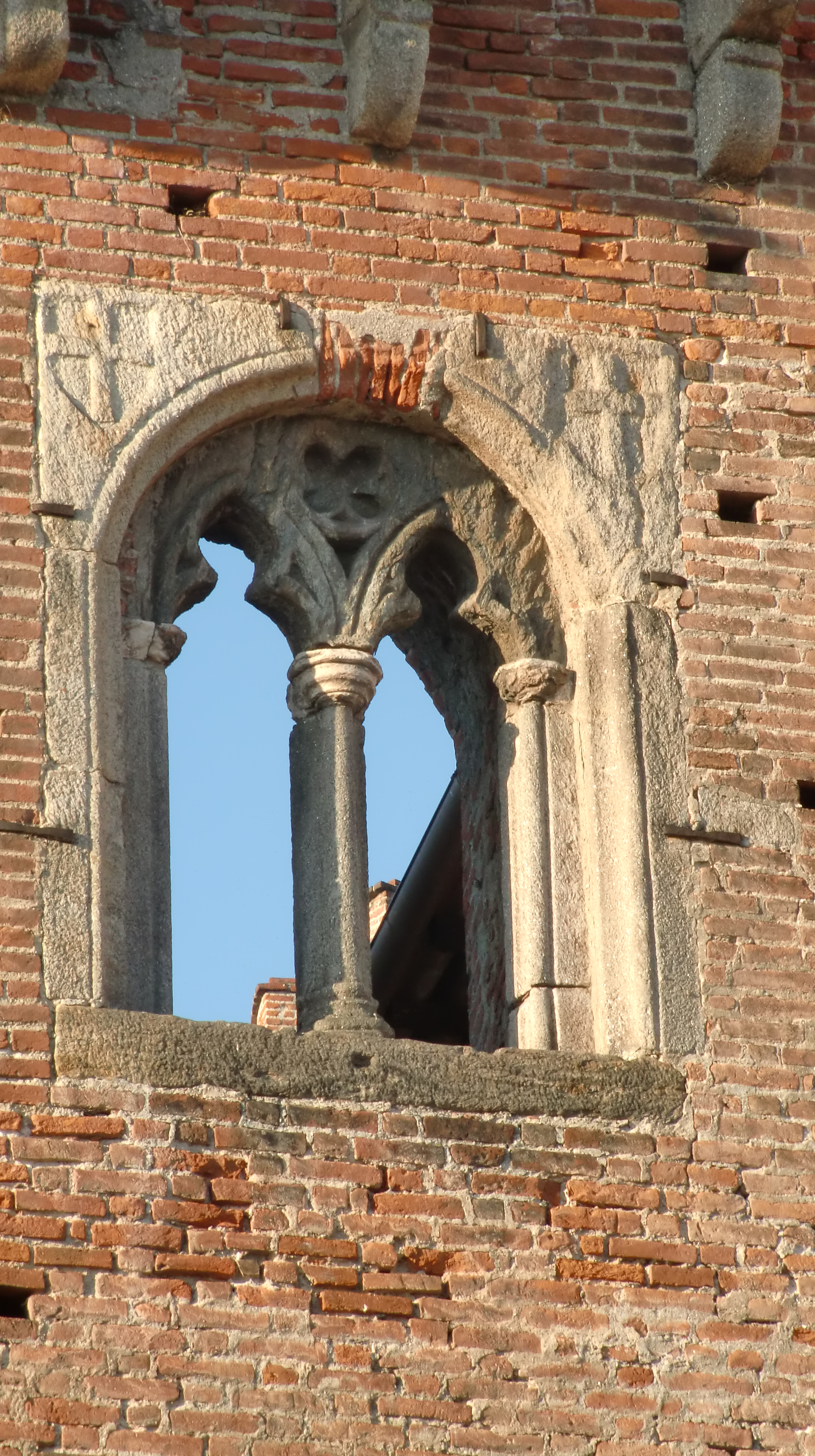
Bifora trilobata sormontata dagli stemmi dei Savoia
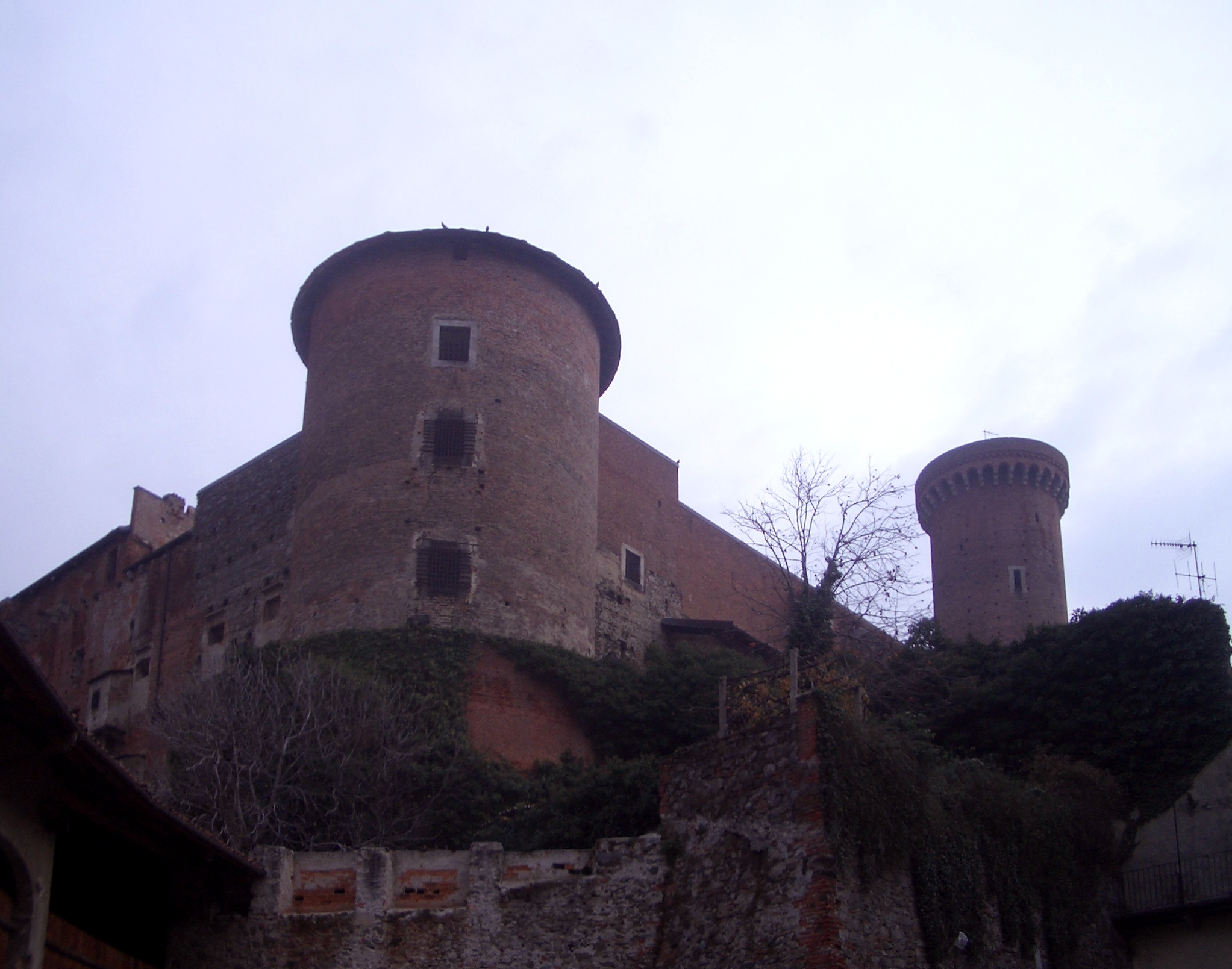
La torre mastra mozzata dall'esplosione del 1676
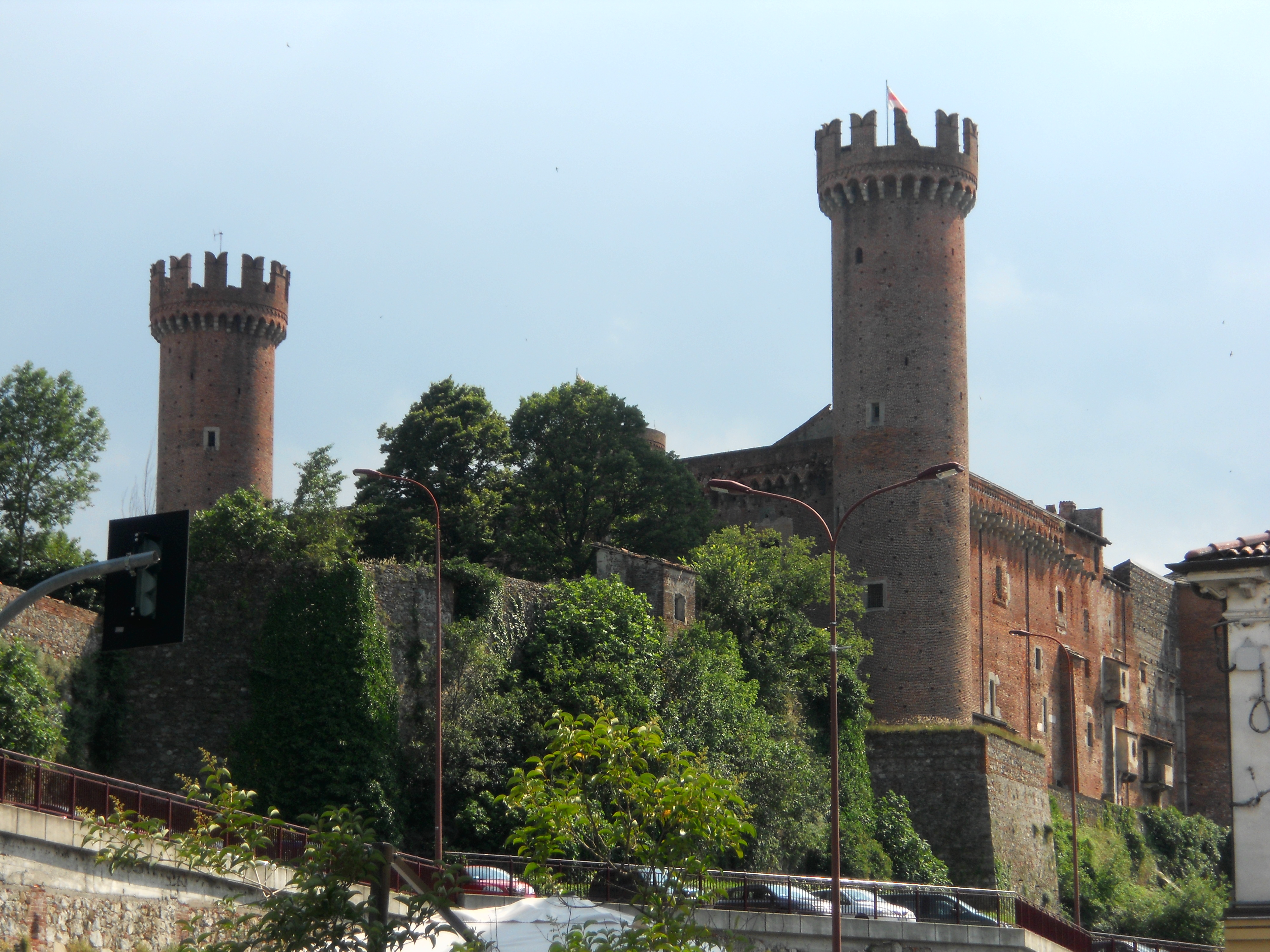
Veduta del castello e delle mura